# Historische Häuser und Gärten Sachsen-Anhalt
Der Verband Historische Häuser und Gärten Sachsen-Anhalt wurde 2015 gegründet. Er ist ein Zusammenschluss privater Eigentümer von Burgen, Schlössern, Rittergütern, Klöstern und deren Gartenanlagen im Bundesland Sachsen-Anhalt. Schwerpunkt der Verbandsarbeit sind die Interessensvertretung der Mitglieder, touristische Vermarktung und Schulung der Mitglieder sowie deren Mitarbeiter. Der Verband ist als eingetragener Verein (e. V.) organisiert und ist gemeinnützig anerkannt, sein Sitz befindet sich im Rittergut Maxdorf unweit von Köthen. Neben der Erhaltung und Nutzung der Gebäude geht es uns auch darum, dieses kulturelle Erbe für Besucher erlebbar zu machen. Daher wurde 2016 der "Tag der offenen Schlösser" ins Leben gerufen. 

## Mitglieder (Stand Juli 2025)
- Gutshaus Pöthen
- Bischofsburg Burgliebenau
- Burg Grabow
- Burgkemnitz
- Domherrenhof Walbeck
- Domäne Badetz
- Gutshaus Büttnershof
- Gutshaus Krusemark
- Gutshaus Grosswirschleben
- Gut Mahndorf
- Kloster Hedersleben
- Lutherhof Drohndorf
- Rittergut Briest
- Rittergut Cattenstedt
- Rittergut Ermlitz
- Rittergut Etzdorf
- Rittergut Maxdorf
- Schloss Bahrendorf
- Schloss Dieskau
- Schloss Marienthal
- Schloss Teutschenthal
- Stecklenberg